# Elezioni presidenziali in Bielorussia del 2006
Le elezioni presidenziali in Bielorussia del 2006 si tennero il 19 marzo e videro la vittoria del presidente uscente Aljaksandr Lukašėnka con l'84,4% dei voti.
Le consultazioni furono ritenute falsate da parte delle osservatori occidentali: in particolare, l'Organizzazione per la sicurezza e la cooperazione in Europa (OSCE) dichiarò che le elezioni non avevano "rispettato gli impegni OSCE per le elezioni democratiche". Secondo gli osservatori della Comunità degli Stati Indipendenti (CSI), invece, il procedimento elettorale si sarebbe svolto in modo trasparente.
È stato anche sostenuto che le critiche a Lukašėnka da parte dei commentatori occidentali sarebbero, in parte, il frutto di una strumentalizzazione politica, dovuta al rifiuto del governo bielorusso di aprire al libero mercato.

## Contesto

### Candidature
Il 17 febbraio 2006, la Commissione elettorale centrale ha approvato il seguente elenco di candidati:
- Aljaksandr Lukašėnka : titolare, in carica dal 1994, non associato a nessun partito;
- Aljaksandr Milinkievič : sfidante, candidato di un sindacato di opposizione, Forze democratiche unite della Bielorussia;
- Sjarhej Hajdukevič: Partito Liberal-Democratico di Bielorussia;
- Aljaksandr Kazulin: Partito socialdemocratico bielorusso.

Alcuni esponenti politici ritirarono la loro candidatura:
- Zianon Pazniak: ritirato il 26 gennaio;
- Valeri Frolov: ritirato il 1 ° febbraio a favore di Kazulin;
- Aleksandr Voitovič: si è ritirato il 9 gennaio;
- Sergei Skrebets: si è ritirato a fine gennaio, sostiene Kazulin.

### Svolgimento
Sia il Parlamento europeo che il Congresso degli Stati Uniti avevano emesso avvertimenti che sarebbero state imposte più sanzioni e simili azioni punitive se ci fossero state violazioni dei diritti umani durante le elezioni. Gli Stati Uniti avevano già emesso sanzioni contro la Bielorussia a causa di passate questioni elettorali, previste dal Belarus Democracy Act del 2004, che consentiva anche di fornire assistenza a partiti politici e ONG. La missione di osservatori della Comunità degli Stati Indipendenti aveva commentato che "le dichiarazioni negative fatte nell'UE e negli Stati Uniti sono tentativi di creare sentimenti negativi predeterminati nella comunità internazionale verso i risultati delle elezioni in Bielorussia. Tali azioni nei confronti di uno Stato sovrano difficilmente rispettano gli standard del diritto internazionale." L'Organizzazione per la sicurezza e la cooperazione in Europa aveva anche inviato osservatori in Bielorussia per osservare le elezioni e assicurarsi che le elezioni fossero libere da qualsiasi irregolarità.
Il 2 marzo 2006, il candidato dell'opposizione Aljaksandr Kazulin tentò di partecipare alla terza riunione dell'Assemblea popolare bielorussa, organizzata dal presidente uscente Lukašėnka. Gli agenti di sicurezza hanno arrestato e picchiato Kazulin, accusato di condotta disordinata, e poi tenuto in custodia per otto ore.
Durante la preparazione delle elezioni, diversi osservatori georgiani che facevano parte della delegazione dell'OSCE sono stati fermati dalla Guardia di frontiera bielorussa e posti in custodia. Lukašėnka annunciò che proteste simili a quelle delle rivoluzioni colorate non si sarebbero tenute in Bielorussia, reaasicuranddo altresì che "la forza non sarà usata" per rivendicare la presidenza.

## Esito
Il 19 marzo 2006 gli exit poll annunciarono che Lukašėnka aveva vinto il suo terzo mandato con una valanga di voti, mentre l'opposizione accusava brogli elettorali e paura della violenza. L'Organizzazione Gallup osservò che il Comitato bielorusso di organizzazione giovanile, controllato dal governo, aveva già pubblicato i risultati degli exit poll prima di mezzogiorno del giorno delle elezioni, sebbene i seggi elettorali chiudessero alle ore 20:00.
Lukašėnka prestò giuramento per il suo terzo mandato l'8 aprile 2006.

## Risultati
| Candidati              | Partiti                                          | Voti      | %     |
| ---------------------- | ------------------------------------------------ | --------- | ----- |
| Aljaksandr Lukašėnka   | Indipendente                                     | 5 501 249 | 82,97 |
| Aljaksandr Milinkievič | Forze Democratiche Unite della Bielorussia       | 405 486   | 6,12  |
| Sjarhej Hajdukevič     | Partito Liberal-Democratico di Bielorussia       | 230 664   | 3,48  |
| Aljaksandr Kazulin     | Partito Socialdemocratico Bielorusso (Assemblea) | 147 402   | 2,22  |
| Nessuno dei candidati  | Nessuno dei candidati                            | 230 320   | 3,47  |
| Voti non validi        | Voti non validi                                  | 115 532   | 1,74  |
| Totale                 | Totale                                           | 6 630 653 | 100   |

## Reazioni

### Autorità bielorusse
Le autorità bielorusse inizialmente avevano promesso di reprimere i disordini in caso di proteste su vasta scala dopo le elezioni. In seguito, tuttavia, sono stati utilizzati metodi più sottili di attrito per sottomettere i manifestanti. Lukašėnka ha dichiarato la vittoria e la sconfitta della "Rivoluzione dei jeans", promettendo di non imprigionare Milinkevich e Kozulin.
Il 23 marzo la Corte costituzionale della Bielorussia ha respinto i ricorsi delle forze di opposizione.. Il mandato di Lukashenko è stato inaugurato cinque giorni dopo.
Il 24 marzo la polizia bielorussa ha interrotto le proteste in corso da diversi giorni nel centro di Minsk contro la rielezione del presidente Lukašėnka, arrestando circa 460 manifestanti nelle prime ore del mattino. I manifestanti avevano respinto gli inviti della polizia a lasciare la piazza occupata dalle proteste. I manifestanti avevano eretto tende e continuato a protestare 24 ore su 24, nonostante le temperature notturne sotto lo zero. Uno dei manifestanti arrestati ha chiamato Reuters con il cellulare e ha detto di essere stati portati in un centro di detenzione preventiva nella capitale.
Il 25 marzo la polizia antisommossa si è scontrata con i manifestanti, costringendoli a tornare indietro e colpendone diversi con i manganelli. Uno dei manifestanti è stato ucciso nel combattimento. Sono state segnalate quattro esplosioni, apparentemente granate a percussione lanciate dalla polizia. Molti manifestanti sono stati arrestati, compreso uno dei leader dell'opposizione, Alexander Kozulin, hanno riferito le agenzie di stampa russe. Il principale leader dell'opposizione, Alexander Milinkevich, ha negato alle agenzie di stampa russe di essere stato arrestato lui stesso.
Il 29 marzo il sito Gazeta.ru ha riferito che il leader dell'opposizione Kozulin è stato arrestato e rischiava fino a 6 anni di carcere per aver organizzato rivolte e teppismo. Milinkevich ha dovuto affrontare 15 giorni per teppismo.
Secondo Moscow News, due giornalisti della televisione di stato bielorussa sarebbero stati picchiati dalle forze di opposizione durante una manifestazione non autorizzata a Minsk e ricoverati in ospedale con gravi ferite. Il reporter del primo canale di stato bielorusso Mikhail Kristin ha subito una commozione cerebrale e il cameraman Dmitry Chumak ha subito una lesione alla colonna vertebrale. I giornalisti sono rimasti feriti durante i disordini di sabato nella capitale bielorussa. I membri dell'opposizione l'hanno definita una bugia.

### Opposizione bielorussa

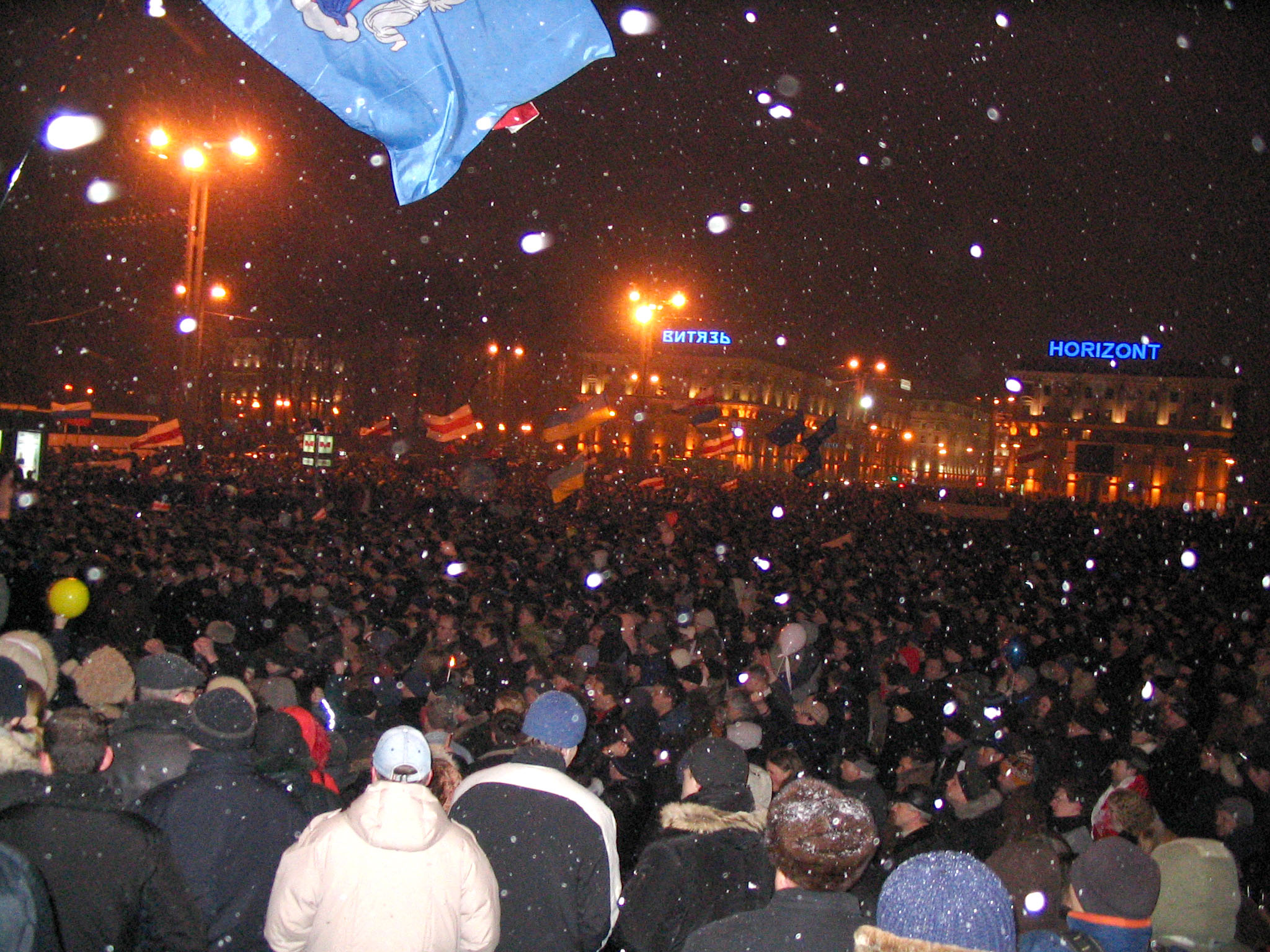
Proteste di massa dell'opposizione a Minsk il 19 marzo

Dopo l'annuncio dei risultati, una manifestazione di massa si è riunita in Piazza Ottobre a Minsk, sventolando la bandiera bianco-rosso-bianca vietata della Bielorussia indipendente, la bandiera dell'Unione europea, così come le bandiere di altri paesi come Ucraina, Polonia, Russia, Georgia e persino Armenia.
La folla di manifestanti che si è radunata dopo le elezioni - stimata tra 5.000 e 10.000 - è stata la più numerosa che l'opposizione avesse raccolto negli ultimi anni. Il giorno successivo è stato eretto un campo tendato in Piazza Ottobre, nel centro di Minsk. Il numero dei partecipanti alla manifestazione dell'opposizione variava da 300 al mattino a 5.000 la sera. I principali leader dell'opposizione avevano chiesto che le proteste continuassero fino a sabato, quando è prevista una grande manifestazione, in coincidenza con l'anniversario della creazione della prima Repubblica bielorussa indipendente nel 1918. Nonostante ciò, venerdì sera la polizia antisommossa è stata inviata sul luogo della protesta e 377 (460, secondo altre fonti) partecipanti e giornalisti sono stati arrestati, smantellando di fatto la manifestazione. La maggior parte delle persone arrestate sono state condannate da 5 a 15 giorni di carcere. Tra gli arrestati c'erano cittadini russi, polacchi, ucraini, canadesi e georgiani. Le proteste sono state documentate nel film " Kalinovski Square " del regista Jury Chaščavacki.
Sabato decine di migliaia di manifestanti sono scesi in piazza, poiché la polizia aveva chiuso Piazza Ottobre. Il leader dell'opposizione Alyaksandr Kazulin è stato arrestato. Uno dei manifestanti è stato ucciso quando la polizia antisommossa ha disperso la folla.

### Paesi occidentali
Il rapporto ufficiale dell'OSCE pubblicato il 20 marzo 2006 concludeva che le elezioni presidenziali non erano riuscite a rispettare gli impegni OSCE per le elezioni democratiche. L'OSCE, di cui fa parte la Bielorussia, ha dichiarato che Lukashenko ha consentito che l'autorità dello Stato fosse utilizzata in un modo che non consentisse ai cittadini di esprimere liberamente ed equamente la loro volontà alle urne, e un modello di intimidazione e la soppressione di voci indipendenti era evidente.
Il 21 marzo gli Stati Uniti hanno dichiarato di ritenere che le elezioni fossero state truccate. Nelle parole del portavoce della Casa Bianca Scott McClellan, "Gli Stati Uniti non accettano i risultati delle elezioni. Appoggiamo la richiesta di nuove elezioni ".
Il presidente ceco Václav Klaus ha deciso di non congratularsi con Lukashenko per la rielezione a presidente poiché "il corso delle elezioni presidenziali di domenica ha confermato i suoi timori per la democrazia in Bielorussia". Klaus aveva già criticato "le circostanze molto discutibili delle elezioni parlamentari e dei cambiamenti nella costituzione che hanno permesso a Lukashenko di candidarsi nuovamente dopo due termini elettorali" nella sua lettera aperta a Lukashenko lo scorso anno. Il ministro degli esteri ceco Cyril Svoboda ha proposto di invitare il leader dell'opposizione Alyaksander Milinkevich al vertice dell'UE. Poiché la sua proposta non ha avuto successo, ha avviato l'invito di Milinkevich all'incontro del Partito popolare europeo che si terrà prima del vertice dell'UE.
Secondo l'agenzia di stampa ceca, Jan Rybar, reporter del quotidiano ceco Mlada fronta Dnes, è stato aggredito e picchiato durante la manifestazione dell'opposizione a Minsk. Ha detto che a suo avviso è stato picchiato dagli agenti della polizia segreta bielorussa KGB, ma non ha prove dirette per dimostrarlo.
Il 23 marzo i diplomatici americani sono stati evacuati     Vyacheslav Sivchik, uno degli organizzatori della riunione dell'opposizione, da piazza Oktyabrskaya.
Il 24 marzo i leader dell'UE hanno concordato in un vertice di imporre sanzioni ai leader bielorussi, compreso un possibile divieto di viaggio a Lukashenko, dopo la sua vittoria in una controversa elezione presidenziale di domenica. I funzionari hanno detto che Lukashenko ha vinto più dell'80% dei voti. Una dichiarazione dei 25 leader ha definito il paese "una triste eccezione ... in un continente di società aperte e democratiche" e ha affermato che le elezioni avevano violato le norme democratiche. "Il Consiglio europeo ha deciso di adottare misure restrittive nei confronti dei responsabili delle violazioni degli standard elettorali internazionali, compreso il presidente Lukashenko", ha detto il ministro degli esteri austriaco, Ursula Plassnik, dopo il vertice UE. Non ha fornito dettagli, ma i funzionari dell'UE hanno affermato che le misure prese in considerazione includevano il divieto di visto per coloro accusati di presumibilmente truccare le urne e possibili congelamenti dei beni, ma non sanzioni economiche contro l'ex repubblica sovietica.
A Lukashenko è stato vietato l'ingresso nelle 25 nazioni dell'UE - compresi i paesi confinanti di Polonia, Lettonia e Lituania - e dagli Stati Uniti. Il Consiglio dell'UE ha approvato un elenco di funzionari bielorussi oggetto di sanzioni .

### Russia
La Russia ha considerato accettabili i risultati delle elezioni; il ministero degli Esteri russo ha dichiarato le elezioni giuste e il presidente russo Vladimir Putin ha chiamato Lukashenko per congratularsi con lui per la sua vittoria.
Il ministero degli Esteri russo ha condannato i presunti pregiudizi dell'OSCE, affermando che "Il verdetto parziale dell'OSCE, la principale organizzazione europea di monitoraggio delle elezioni, sulle elezioni presidenziali in Bielorussia evidenzia la necessità di migliorare il processo di osservazione dei sondaggi, ha detto un portavoce ufficiale del ministero degli Esteri russo Martedì. "Riteniamo che la natura parziale del verdetto della missione di monitoraggio abbia nuovamente confermato l'importanza di iniziare, finalmente, un lavoro mirato per correggere le carenze nella pratica del monitoraggio elettorale", ha affermato Mikhail Kamynin riferendosi a una decisione presa dai ministri degli esteri del 55 gruppi di sicurezza nazionali nel dicembre dello scorso anno. Il 24 marzo Sergey Lavrov ha accusato l'OSCE di istigare tensioni durante la campagna elettorale parlamentare in Bielorussia, sostenendo che "molto prima delle elezioni, l'Ufficio dell'OSCE per le istituzioni democratiche ei diritti umani aveva dichiarato che loro (le elezioni) sarebbero state illegittime ed è stato abbastanza di parte nei suoi commenti sui loro progressi e risultati, svolgendo così un ruolo di istigazione". È stata una delle tante critiche russe alle attività di monitoraggio del voto del gruppo transatlantico.
I giornalisti e le organizzazioni filogovernativi hanno evidenziato come i risultati fossero stati una sconfitta delle tecnologie politiche "arancioni", mentre l'opposizione liberale come di consueto ha condannato le azioni di Lukašėnka. Il 26 marzo, una decina di persone di movimenti e partiti liberali, raggiunte da passanti occasionali, hanno tentato di realizzare una manifestazione non autorizzata a sostegno dell'opposizione bielorussa nei pressi dell'edificio del Ministero degli Affari Internazionali, ma sono state rapidamente disperse dalle autorità..
Riflettendo una convinzione diffusa tra i giornalisti, il commentatore russo Piotr Parhomenko ha scritto su lenta.ru che la decisione di Lukashenko di consentire la manifestazione dell'opposizione era una mossa calcolata per dividere l'opposizione, poiché Kozulin voleva fermare le proteste mentre Milinkevich chiedeva che proseguissero indefinitamente.

### Lukashenko
Secondo un portale di notizie bielorusso, lo stesso Lukashenko ha affermato che "le ultime elezioni presidenziali sono state truccate; l'ho già detto agli occidentali. [...] il 93,5% ha votato per il presidente Lukashenko [sic]. Hanno detto che non è un numero europeo. Ce l'abbiamo fatta 86. È successo davvero. E se [uno deve] iniziare a ricontare i voti, non so cosa farne. Prima delle elezioni ci hanno detto che se avessimo mostrato i numeri europei, le nostre elezioni sarebbero state accettate. Avevamo intenzione di fare i numeri europei. Ma, come puoi vedere, neanche questo ha aiutato".